# Nokia Asha 200/201
Fabricante Nokia
Modelo : Asha 201
Sistema Operativo : Series 40
Memória Interna : 64 MB
Memória Externa : Até 32 MB
Memória RAM : 32 MB
Microprocessador : Single-Core (1)
GPU (placa gráfica) : (Não Especificado)
Arquitetura : 32 Bits
Tamanho Da Tela (Em Polegadas) : 2,4" Polegadas
Resolução Da Tela : 320x240
Suporta Aplicações em Java (.jar) : sim

Nokia Asha 200 e 201' são dois celulares, idênticos entre sim salvo algumas características, impulsionados pela Nokia com o sistema operativo Nokia Series 40. Foram anunciados no Nokia World 2011 junto com outros dois telefones, os Nokia Asha 300 e 303. Sua principal característica é o teclado completo QWERTY, AZERTY, etc. dependendo da região, parte de um fácil acesso às redes sociais , segundo as publicidades. Também, a maior diferença entre os dois celulares é que o modelo 200 possui capacidade para utilizar dois cartões SIM ao mesmo tempo (Dual SIM), enquanto o modelo 201 não.

## História e disponibilidade
Os Nokia Asha 200 e 201 foram anunciados no dia 26 de outubro de 2011, no Nokia World 2011 em Londres. Está disponível na China, Eurásia, Europa, Índia, América Latina, Médio Oriente e os mercados do sudeste asiático. Os telefones são vendidos a um preço de 60 € sujeito aos impostos e subsídios na Europa. No Brasil, o preço médio é de R$300,00.

## Software
Os Nokia Asha 200 e 201 utilizam o sistema operacional Nokia Series 40 desenhado atualmente para série Asha, ainda que tal sistema operativo e sua interface que leva o mesmo nome que o sistema operativo já foram utilizados em modelos anteriores à série Asha. A última versão disponível para atualização, é a V11.81 do dia 20 de agosto de 2012

### Formatos e códecs suportados
Imagens:
- J
- BMP, WBMP
- GIF, GIF89a, GIF87a
- PNG

Audio:
- MP3
- MP4
- AAC
- AMR
- WAV
- WMA

Video:
- WMV
- 3GP
- etc.